# 解析教程 (コーシーの著書)
コーシーの著書『Cours d'Analyse de l’École Royale Polytechnique; I.re Partie. Analyse algébrique』（『フランス王立工科大学における解析教程 第一部 代数的解析学』）は、1821年に著わされた無限小計算に基づく初等解析学において多大な影響を及ぼした教科書である。しばしば短く、Cours d'Analyse, 『解析教程』と呼ばれる。本項記述は英語訳本 (Bradley & Sandifer 2010) に基づく。

## 序言
導入の第1頁でコーシーは「函数の連続性を述べるにおいて、無限小量の原理的性質を扱うことはできなかった、それは無限小微分積分学を基礎を与える性質である」と書いている。訳者は脚注で「コーシーがここで極限にも言及しなかったことは興味深い」とコメントしている。
コーシーは「方法論としては、幾何学から要求される厳密性はすべて賄うよう努めた。ゆえに、代数の一般性からくる論法に頼る必要はない」と続けている。

## 序論
第6頁でコーシーは、まず変量に関して議論を行い、極限の概念を「ある同一の変化量に次々に割り当てられる値がある一定の値に限りなく近づき, 最後にはどれほどでも望むだけわずかな違いしか見られないようなとき, この値は他のすべての値の極限 (limite) と呼ばれる」との言葉で導入した。
第7頁でコーシーは、無限小を「同一の変化量の連続する数値が, 与えられたどのような量よりも小さくなるように, 際限なく減少するとき, この変化量は無限小 (infiniment petit) あるいは無限小量 (quantite infiniment petite) と名づけられる. この種の変化量は 0 を極限にもっ」と加えている。
極限の記法 {\displaystyle \lim } は第12頁で導入される。訳者は脚注で「極限を表す記法 “Lim.” はサイモン・アントワーヌ・ジャン・リュイリエ (1750–1840) が [L’Huilier 1787, p. 31] で初めて導入した。コーシーはこれを “lim.” と [Cauchy 1821, p. 13] で用いた。ピリオドが消えたのは [Cauchy 1897, p. 26] あたりである」としている。

## 第2章
この章には長い標題「無限小量・無限大量と関数の連続性. いくつかの特別な場合における関数の特異値」が付いている。第21頁でコーシーは「われわれが変化量が「無限に小さく」なるというのは、その数値が際限なく減少して極限 0 へ収束するときにいう。」と書いている。同じページでコーシーが提示したそのような変化量の陽な例は一つで、具体的には {\displaystyle {\frac {1}{4}},{\frac {1}{3}},{\frac {1}{6}},{\frac {1}{5}},{\frac {1}{8}},{\frac {1}{7}},\ldots } である。
第22頁で、以下のように無限小の大きさの程度（位数）の議論を開始する:「α を無限小量とし、変量としてその数値が際限なく減少するものとする。α の様々な自然数冪、つまり {\displaystyle \alpha ,\alpha ^{2},\alpha ^{3},\ldots } を同一の計算に持ち込むとき、これら種々の冪はそれぞれ順に「第一位」「第二位」「第三位」… の無限小という」。コーシーは「位数 n（n は自然数）の無限小量の一般形は {\textstyle k\alpha ^{n}} または少なくとも {\textstyle k\alpha ^{n}(1\pm \varepsilon )} なる形となる」ことを注意している。
第23-25頁でコーシーは様々な位数の無限小の性質に関する定理を記している。

## §2.2
ここは「関数の連続性」と題されている。コーシーは「これらの限界の間に挟まれる x のある値から出発して,
変化量 x に限りなく小さな増加量 α を与えれば, 関数自身は増加量として差 {\displaystyle f(x+\alpha )-f(x)} をとる」と書き、
 と述べる。続けて連続性の定義を（強調表示で）
 と提示した。
第32頁では中間値の定理が述べられている。

## 和の定理
第6章 §1 の定理 I においてコーシーは以下のような内容の和の定理を記している:
級数 (1) の各項が同一の変量 x の函数であり、級数の収束する特定の値の近傍においてこの変量に関して連続となるとき、この級数の和 s もまたこの特定値の近傍において x の連続函数となる
ここに、級数 (1) とは第86頁に現れた {\textstyle (1)\qquad u_{0},u_{1},u_{2},\ldots ,u_{n},u_{n+1},\ldots } である。

## 注